# Chichabanteljá
Chichabanteljá är en ort i Mexiko.   Den ligger i kommunen Chilón och delstaten Chiapas, i den sydöstra delen av landet, 800 km öster om huvudstaden Mexico City. Chichabanteljá ligger 947 meter över havet och antalet invånare är 199.
Terrängen runt Chichabanteljá är huvudsakligen kuperad, men åt sydost är den bergig. Runt Chichabanteljá är det glesbefolkat, med 16 invånare per kvadratkilometer. Närmaste större samhälle är Ocosingo, 14,2 km söder om Chichabanteljá. I omgivningarna runt Chichabanteljá växer i huvudsak städsegrön lövskog.